# Gare de Nortkerque
Gare de Nortkerque vasútállomás Franciaországban, Nortkerque településen.

## Vasútvonalak
Az állomást az alábbi vasútvonalak érintik:
- Lille–Fontinettes-vasútvonal

## Kapcsolódó állomások
A vasútállomáshoz az alábbi állomások vannak a legközelebb:
- Gare de Pont-d'Ardres
- Gare d’Audruicq